# Louis-Philippe Taboureau de Villepatour
Louis-Philippe Taboureau de Villepatour, né à Paris le 7 janvier 1720 et mort à Bezons le 9 septembre 1781, est un officier général français de l'Ancien Régime.  

## Famille
Issu d'une famille bourgeoise de Touraine, anoblie en 1713, il est le fils de Louis Mathurin Taboureau, seigneur des Réaux, de Villepatour et de Bois-Denier, grand-maître des eaux et forêts du Lyonnais, et de Catherine Geneviève Bazin, ainsi que le frère de Louis Gabriel Taboureau des Réaux et de François-Philippe Taboureau ; il est aussi le neveu de Gabriel Taschereau de Baudry et du fermier général François Jules Duvaucel, ainsi que le cousin germain de Pierre-Antoine-Claude Papion.
Célibataire, il a une fille avec Marie Charles Angélique Rafron, Louise Constance Aimée (1772-1840), pour laquelle il obtint des lettres de légitimation de Louis XVI par arrêt du Conseil du roi en avril 1777, grand-mère du général Marabail, et une pension sur le trésor royal "en considération des services de feu son père". 

## Biographie
Entré comme volontaire , à l'âge de 14 ans, dans un régiment d'artillerie , il se rend à l'armée d'Italie, et ayant donné des preuves de courage et de sang-froid il est fait officier et demandé par le général d'Affry pour être son aide de camp. À la bataille de Parme (1734), le  général Louis-Auguste d'Affry écrit du champ de bataille au duc du Maine pour lui faire obtenir la croix de Saint-Louis ; mais sa trop grande jeunesse (15 ans) fait un obstacle à cette faveur. Le traité de Vienne ayant mis fin à la guerre, Villepatour revient en France, et est envoyé à l'école de Besançon pour y perfectionner ses connaissances dans les mathématiques et la théorie de l'art militaire. La mort de l'empereur Charles VI (1740) rallume la guerre avec la maison d'Autriche ; Villepatour, employé à l'armée d'Allemagne, s'y distingue particulièrement au siège de Fribourg (1744), où il reçoit deux blessures assez graves. À la fin de la campagne, il est fait chevalier de Saint-Louis. Nommé colonel en 1756, il dirige l'artillerie dans les combats contre les anglais à Saint-Cast, puis s'embarque sur le Formidable, pour aller secourir Louisbourg, attaqué par les Anglais. Cette expédition n'ayant point réussi, Villepatour est envoyé à l'île de Minorque, et après avoir assuré la défense du fort Saint-Philippe, il rejoint son corps en Allemagne ; il se signale devant Cassel et à Filinghausen, où il reçoit un coup de canon dans le bras  nécessitant de lui amputer.     
En 1761, il est fait maréchal de camp et inspecteur d'artillerie, d'abord dans le Languedoc et Roussillon, puis en Dauphiné et Provence. En disgrâce avec le ministre Monteynard qui lui supprime sa pension pour avoir pris parti pour Bellegarde lors du procès sur la réforme des armées et notamment de l'artillerie (réforme soutenues par Gribeauval, Loyauté, Broglie et Richelieu), il revient en grâce une fois le renvoi de Monteynard (1774). Il est alors envoyé à l'armée de Bretagne puis de Normandie.    
En 1780 il obtient, avec le titre de lieutenant général des armées royales, celui d'inspecteur général du corps royal de l'artillerie.    
Il correspond avec Benjamin Franklin pour connaitre son avis sur certains officiers français s'étant distingués pendant la guerre d'Indépendance américaine.    
Claude-Louis de Saint-Germain, secrétaire d'État à la Guerre, propose à Taboureau le poste de premier inspecteur que celui-ci refuse : "le brave militaire, avec autant de générosité que de franchise, répondit qu'il ne manquait ni de courage ni de zèle pour le service du roi, mais qu'il n'avait pas les connaissances nécessaires pour remplir ce poste qui ne pouvait convenir qu'à M. de Gribeauval".   
Selon Fantin-Desodoards, Taboureau de Villepatour est un "officier-général d'artillerie très estimé, fort connu à la Cour, fort bruyant, et fort propre à pousser son frère aux emplois supérieurs". 
Il effectue quatorze campagnes militaires, huit sièges, huit expéditions, dix batailles, dont il reçoit six blessures.  
Lemièrre lui dédicace ces vers :  
Nobles ennemi des flatteries, 
Brave et loyal Villepatour, 
A ton toi tu ne fis la cour 
Qu'en présence des batteries. 
De ta gloire unique artisan, 
Habille autant dans les batailles 
Que tu fus mauvais courtisan, 
Ton nom seul allait à Versailles. 
C'est à toi digne chevalier 
Si renommé par tes services, 
Que sied bien ce cordon guerrier, 
Plus brillant sur des cicatrices.  
Commandeur de l'ordre royal et militaire de Saint-Louis, il rédige une lettre restée fameuse dans laquelle il demande la grâce que lui soit accordée de porter au titre de l'ordre de Saint-Louis le cordon rouge pour action d'éclat à titre exceptionnel et qui en réponse reçoit un brevet de pension est restée célèbre : "« A telle époque j'ai eu le bonheur de faire une action, on m'a donné une pension de tant; à telle bataille j'ai été blessé et j'ai eu tant de gratification l'année suivante, autre blessure, autre gratification; nouvelle blessure l'année d'après, nouvelle pension; ainsi, par un simple calcul arithmétique, je pourrais savoir au juste le tarif et le prix du sang que j'ai versé, j'aime mieux l'ignorer toujours. »
Ses mémoires ont été publiés par son ami P.A de Laplace,, qui composa en vers aussi son portrait. 
L'épitaphe suivante est inscrite sur son tombeau :  
"Aux mânes de Villepatour 
Cher à la France, aux siens, à son Prince, à l'armée 
ci-gît qui mérita toute sa renommée". 
Il est enterré dans l'Eglise Saint Martin de Bezons.

## Armes
D'azur au chevron d'or accompagné de trois étoiles d'argent en chef et d'un croissant de même en pointe.